# Kannsjön
Kannsjön är en sjö i Västerviks kommun i Småland och ingår i Botorpsströmmens huvudavrinningsområde. Sjön är 13 meter djup, har en yta på 0,157 kvadratkilometer och är belägen 59,2 meter över havet.

## Delavrinningsområde
Kannsjön ingår i det delavrinningsområde (639429-153421) som SMHI kallar för Utloppet av Stora Flugen. Medelhöjden är 65 meter över havet och ytan är 18,79 kvadratkilometer. Räknas de 44 avrinningsområdena uppströms in blir den ackumulerade arean 923,23 kvadratkilometer. Avrinningsområdets utflöde Botorpsströmmen (Tynnsån) mynnar i havet. Avrinningsområdet består mestadels av skog (80 procent). Avrinningsområdet har 1,24 kvadratkilometer vattenytor vilket ger det en sjöprocent på 6,6 procent. Bebyggelsen i området täcker en yta av 0,5 kvadratkilometer eller 3 procent av avrinningsområdet.